# María Teresa Castillo
María Teresa Castillo Terán (Cúa, Veneçuela, 15 d'octubre de 1908 - Caracas, Veneçuela, 22 de juny de 2012) va ser una activista, periodista i diputada veneçolana, amb una àmplia trajectòria en la cultura d'aquest país. María Castillo té un carrer a Salou, a la província de Tarragona.
María Teresa Castillo Terán va néixer en la hisenda familiar Bagre, dedicada a la producció de cafè per a la casa exportadora Dumlop&Cia.
Als dos anys va morir el seu pare i la família (María Teresa Castillo, la seva mare i la seva germana Alicia) va marxar a Caracas.
El 1934 va emigrar a l'estat de Nova York, Estats Units, on va treballar en una fàbrica com a costurera. Va intentar romandre en aquest país però les seves gestions van resultar inútils perquè estava sindicada com a revolucionària.
El febrer de 1935 va tornar al seu país. Després de la mort del dictador Juan Vicente Gómez al desembre d'aquest any, va ser detinguda sota el govern del seu successor Eleazar López Contreras per repartir propaganda subversiva i va passar un any detinguda en la Prefectura Civil de La Pastora.
Per Castillo, el seu país «va passar gairebé trenta anys voltat per tot arreu com si estiguéssim en l'Edat Mitjana. Això era un vedat tancat del govern de Gómez. Aquí no hi havia museus, cases culturals, reunions, gens de res! Venien coses de fora, però això de crear aquí una orquestra, un grup teatral, això no existia.» Així, una vegada alliberada es va sumar al Grup Cero de Teoréticos, un grup literari creat per Carlos Eduardo Frías que encara que titllat d'elitista organitzava tertúlies i vetllades culturals obertes al públic, bressol de la Gaceta de América dirigida per Inocente Palacios i que va integrar personalitats de l'anomenada generació del 28. Quan donaven els primers passos per crear una "Casa de Cultura" van ser contactats per María Luisa Escobar, primera dona a guanyar el Premi Nacional de Literatura, integrant-se a l'Ateneu de Caracas la presidència del qual va ocupar ininterrompudament des de 1958 convertint la institució en una de les principals propulsores de l'activitat cultural del país.
Des de la seva fundació el 1941 va treballar en el diari Últimas Noticias, amb la primera reportera veneçolana Ana Luisa Llovera. Amb Llovera, en crear-se el 24 d'octubre de 1946 l'Escola de Periodisme per la Junta Revolucionària de Govern presidida per Rómulo Betancourt, María Teresa Castillo es va inscriure graduant-se dos anys després.
El 1946 va contreure matrimoni amb l'escriptor i periodista Miguel Otero Silva, amic seu des de 1928, cofundador d’El Nacional, amb qui va tenir dos fills, Miguel Henrique i Mariana Otero Castillo.
Va integrar el moviment musical Orfeón Lamas, va participar en el programa de Radio Caracas Anuncios Fémina dedicat a la dona, amb Ana Massanet i Carmen Serrano, va ser membre de l'Agrupació Cultural Femenina, reportera d’Aquí está, i d’Últimas Noticias entre 1948 i 1958, va participar en el primer Congrés de Dones celebrat a Veneçuela, va ser membre fundadora del CELCIT i després presidenta d'aquesta institució, va promoure amb Josefina Juliac de Palacios la Federació d'Ateneus, va integrar diferents organitzacions veneçolanes i internacionals dedicades a la pau i a la defensa dels drets humans, va prendre part activa en congressos i moviments internacionals, va presidir el Comitè de Solidaritat amb Nicaragua, va ser vicepresidenta de Fundanalítica, va integrar el Comitè Internacional per al premi Mundial de la Cultura de la Unesco entre 1987 i 1988, va ser membre del comitè assessor per a la celebració del cinquè centenari del descobriment d'Amèrica, de l'Associació Veneçolana de Periodistes (1988-1989) i vicepresidenta del Comitè Veneçolà pels Drets Humans (1988-1990).
El 1989 va ser elegida diputada del Congrés de la República i es va convertir en la primera presidenta de la comissió permanent de cultura de la cambra fins a 1992, i va integrar la comissió de desenvolupament regional fins a la finalització del seu mandat el 1994.
Va ser després membre del consell directiu de la Fundació Teresa Carreño fins a 1992, del Consell Nacional de Teatre i del Consell Directiu del Museu de Belles Arts.
Donà suport a Hugo Chávez quan estava pres i en la seva campanya presidencial, però es va convertir després en una decidida opositora al seu govern.
Va rebre nombrosos homenatges al món de la cultura. La Casa de la Cultura de Chacao va rebre el seu nom, així com el premi instituït per l'Ateneu de Caracas i l'Enciclopèdia Britànica, el premi al llargmetratge nacional de major qualitat artística lliurat en ocasió del Festival del Cinema de Mérida de 1987 i l'Orde creat per la Governació de l'Estat Miranda, que s'atorga als pioners de les arts i la cultura d'aquest estat.
Va morir el 22 de juny de 2012 a Caracas a l'edat de 103 anys.